# Károly Palotai
Károly Palotai (ur. 11 września 1935 w Békéscsabie, zm. 3 lutego 2018 w Győr) – węgierski piłkarz grający na pozycji pomocnika, mistrz olimpijski, sędzia piłkarski.

## Kariera piłkarska
Károly Palotai karierę piłkarską rozpoczął w 1950 roku w juniorach Békéscsaba, gdzie w 1953 roku rozpoczął karierę profesjonalną. W 1955 roku przeniósł się do Győri. W 1956 roku w wyniku powstania węgierskiego wyjechał do RFN w celu kontynuowania kariery piłkarskiej we Freiburger FC.
W 1958 roku wrócił na Węgry, gdzie w 1959 roku wrócił do swojego poprzedniego klubu – Győri, w którym osiągnął największe sukcesy w swojej piłkarskiej karierze. W sezonie 1963 zdobył wraz z drużyną tytuł mistrza Węgier, trzykrotnie z rzędu sięgnął po Puchar Węgier (1965–1967), a w sezonie 1964/1965 wraz z drużyną osiągnął jeden z największych sukcesów w historii węgierskiej piłki – półfinał Pucharu Mistrzów. W 1963 roku wspólnie z Mátém Fenyvesim z Ferencvárosi TC
Károly Palotai karierę piłkarską zakończył w 1967 roku w wieku 32 lat.

## Kariera reprezentacyjna
Palotai w swojej karierze piłkarskiej nigdy nie miał okazji zagrać w pierwszej reprezentacji Węgier, jednak zaliczył występy w drużynie olimpijskiej, która na igrzyskach olimpijskich 1964 w Tokio zdobyła złoty medal po finale turnieju drużynę Czechosłowacji 2:1. Palotai nie wystąpił w finale z powodu kontuzji w półfinale ze Zjednoczoną Republiką Arabską.

## Kariera sędziowska
Palotai po zakończeniu kariery zawodniczej został w 1969 roku sędzią piłkarskim. Sędziował najpierw mecze w ekstraklasie węgierskiej, a od 1970 roku był sędzią międzynarodowym. Prowadził mecze na trzech mistrzostwach świata: (1974, 1978 i 1982), także na Euro 1980 oraz na olimpiadzie 1976 w Montrealu.
Był również sędzią głównym meczu finałowych:
- Puchar Europy Mistrzów Klubowych (1975/1976):  Bayern Monachium –  AS Saint-Étienne 1−0 (0−0)
- Puchar Zdobywców Pucharów (1978/1979):  FC Barcelona –  Fortuna Düsseldorf 4−3 (2−2, 2−2)
- Puchar Europy Mistrzów Klubowych (1980/1981):  Liverpool F.C. –  Real Madryt 1−0 (0−0)

Palotai karierę sędziowską zakończył w 1983 roku. Za swoje osiągnięcia w karierze sędziowskiej został nagrodzony w 1996 roku przez FIFA specjalną nagrodą dla sędziów – FIFA Referee Special Awards.

## Sukcesy

### Reprezentacja Węgier
- Mistrzostwo olimpijskie: 1964

### Győri
- Mistrzostwo Węgier: 1963
- Puchar Węgier: 1965, 1966, 1967
- Półfinał Pucharu Mistrzów: 1965

### Indywidualne
- Piłkarz roku na Węgrzech: 1963 (wspólnie z Mátém Fenyvesim)
- FIFA Referee Special Awards: 1996